# فاسيل شتاندير
فاسيل شتاندير (بالأوكرانية: Василь Штандер)‏ (2 يونيو 1996 في أوكرانيا - ) هو لاعب كرة قدم أوكراني في مركز الوسط. شارك مع منتخب أوكرانيا تحت 16 سنة لكرة القدم ومنتخب أوكرانيا تحت 17 سنة لكرة القدم. أما مع النوادي، فقد لعب مع نادي شاختار دونيتسك وجوريا لانتشخوتي ‏ وFC Hirnyk-Sport Horishni Plavni ‏ وFC Shakhtar-3 Donetsk ‏.

## وصلات خارجية
- فاسيل شتاندير على موقع قاعدة بيانات كرة القدم.إي يو (الإنجليزية)
- فاسيل شتاندير على موقع Soccerway.com (الإنجليزية)